# Криптоцианин
Кри́птоциани́н (1,1′-диэтил-4,4′-хинокарбоцианиниодид) — органическое соединение, метиновый краситель, относящийся к группе карбоцианинов (триметинцианинов) с химической формулой C25H25N2I. Изомерен пинацианолу и незамещённому дицианину. Применялся в производстве фотоматериалов как оптический сенсибилизатор в красном и инфракрасном диапазоне, впоследствии был заменён более эффективными сенсибилизаторами. В дальнейшем нашел применение в лазерной технике.
Синоним: руброцианин (Agfa, Германия).

## История
Краситель и его производные, названные «криптоцианинами», были открыты в 1919 году Эллиотом Адамсом и Гербертом Хэллером, работавшими в химическом подразделении Министерства сельского хозяйства США. Химическая структура криптоцианина была установлена Миллзом и Браунхольцем, которые показали, что это соединение относится к 4,4'-карбоцианинам, имеющим связь между ядрами =CH-CH=CH-, такую же, как и у пинацианола и дицианина. Краситель оказался превосходным для своего времени сенсибилизатором, позволявшим наладить промышленное производство инфракрасных фотоматериалов, чего не позволял делать применявшийся до того момента дицианин. Криптоцианин превосходил по силе дицианин в диапазоне до 800 нм, но уже к 900 нм сила сенсибилизации падала и становилась слабее даже чем та, которую давал дицианин. Окончательно превзойти дицианины смог только неоцианин, образующийся в небольшом количестве при синтезе криптоцианина и выделенный в 1925 году, что привело к вытеснению криптоцианина из использования.

Незамещённый дицианин, производные которого использовались до криптоцианина для инфракрасной сенсибилизации
Неоцианин, побочный продукт синтеза криптоцианина, более эффективный инфракрасный сенсибилизатор, чем криптоцианин

## Физические и химические свойства
Мелкие коричневые кристаллы, обладающие плеохроизмом. Имеет молярную массу 480,40 г/моль. Спиртовой раствор имеет зеленовато-синий цвет (более зелёный, чем раствор пинацианола) с максимумом поглощения на 705 нм.
При нагреве с этилиодидом лепидина в уксусном ангидриде вступает в реакцию расщепления, образуя с небольшим выходом 1,1′-диэтил-4,4′-монометинцианин.
Сенсибилизирует фотографические эмульсии к красной и ближней инфракрасной области (650—790 нм) с максимумом сенсибилизации на 743 нм. Для сенсибилизации в виде отдельной ванны используют концентрации порядка 1:500 000, в слишком концентрированных растворах (таких как 1:25 000, используемых для других красных сенсибилизаторов, например, пинацианола)  криптоцианин вызывает сильное вуалирование.

## Получение
Краситель синтезируют путём конденсации иодэтилата лепидина и триэтилортоформиата в пиридине. Для очистки реактив перекристаллизуют из хлороформа. Исходный синтез проводился с формальдегидом и этиловым спиртом вместо триэтилортоформиата, а также без применения пиридина.

## Применение
Применялся в производстве кинофотоматериалов, но впоследствии потерял своё значение после создания более эффективных соединений.
Используется как модулятор добротности в рубиновых лазерах.